# Гарштедт
Гарштедт (нем. Garstedt) — община в Германии, в земле Нижняя Саксония.
Входит в состав района Харбург. Подчиняется управлению Зальцхаузен. Население составляет 1445 человек (на 31 декабря 2010 года). Занимает площадь 14,93 км².